# Victor Tcherikover

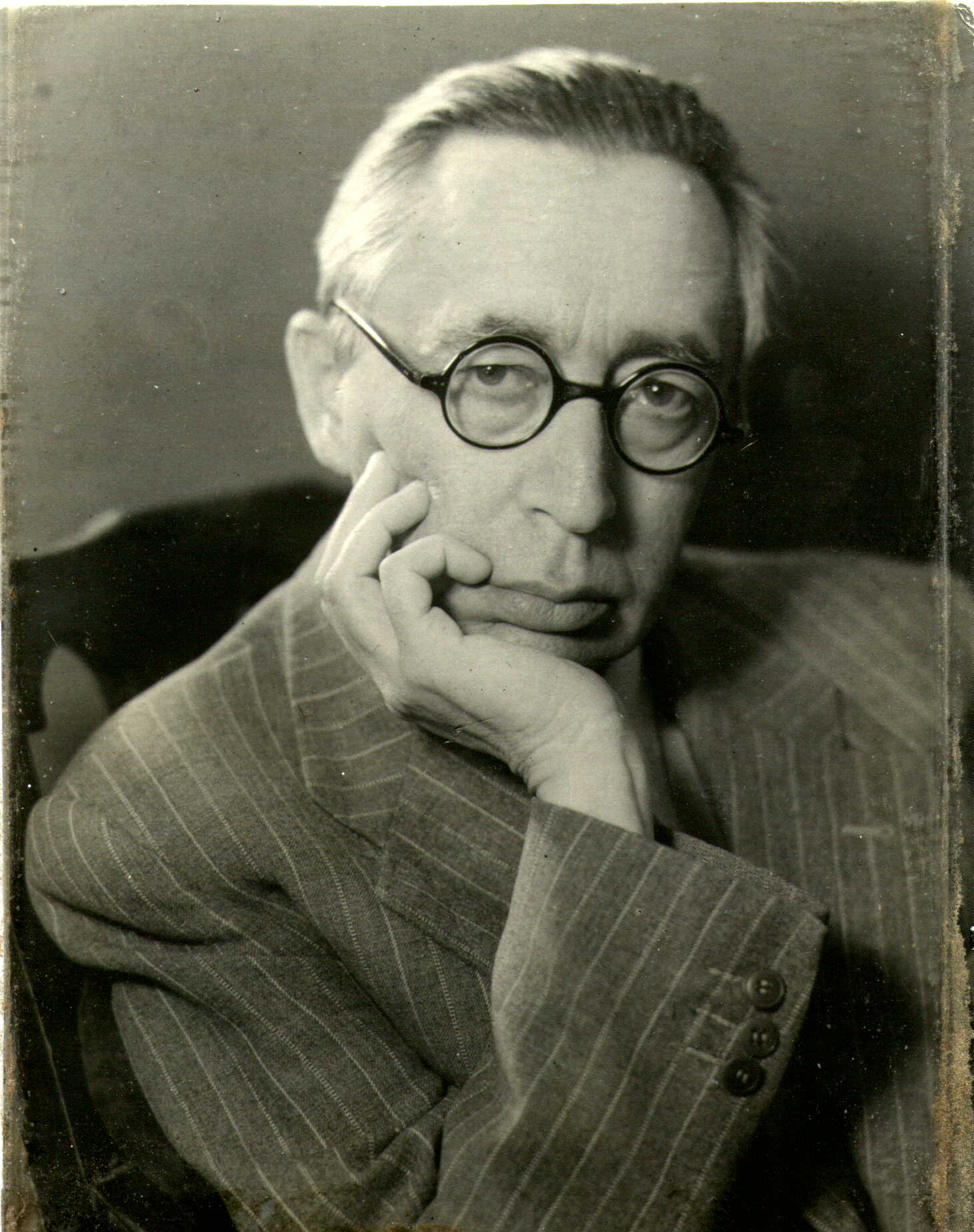
Victor Tcherikover

Victor Tcherikover,  auch Avigdor Tcherikover, (* 1894 in St. Petersburg; † 1958) war ein russisch-israelischer Klassischer Philologe und Althistoriker.

## Werdegang
Seine Eltern gehörten zum aufgeklärten Judentum (Haskala). Er besuchte das humanistische Gymnasium in Moskau und studierte Philosophie und Altphilologie an der Universität Moskau und ab 1921 in Berlin.
Tcherikover kam 1925 nach Palästina und war an der Hebräischen Universität in Jerusalem einer der ersten Professoren für antike Geschichte und der Begründer der Altphilologie (mit Max Schwabe und Hans Lewy). In den 1950er Jahren leitete er die Abteilung Altphilologie und Geschichte.
Er befasste sich mit jüdischer Geschichte in Palästina (besonders hellenistische Zeit bis zum Hasmonäer-Reich) und Ägypten in hellenistisch-römischer Zeit. Sein Buch über hellenistische Städtegründungen von 1927 war ein Standardwerk. Später war er mit Alexander Fuks einer der Herausgeber eines Werks über Papyri zum Judentum. Es enthält rund 600 Dokumente, die in Ägypten als Papyri in griechischer Sprache gefunden wurden (von hellenistischer bis byzantinischer Zeit), mit Kommentar und Übersetzung. In seiner Einleitung behandelt er ausführlich die Geschichte des Judentums in Ägypten in hellenistisch-römischer Zeit.

## Schriften
- Die Hellenistischen Städtegründungen von Alexander dem Grossen bis auf die Römerzeit, 1927
- Ha-Yehudim va-ha-Yevanim ba-Tekufah ha-Helenistit (Hellenistische Zivilisation und die Juden), 1931, 2. erweiterte Auflage 1963
  - englische Übersetzung: Hellenistic Civilization and the Jews, 1959
- Palestine under the Ptolemies, 1937
- Ha-Yehudim be-Miẓrayim ba-Tekufah ha-Helenistit-ha-Romit le-Or ha-Papirologyah (Die Juden in Ägypten in der hellenistisch-römischen Ära im Licht der Papyri), 1945, 2. Auflage 1963
- mit Alexander Fuks:  Corpus Papyrorum Judaicarum, 2 Bände 1957, 1960 (Band 3 von 1964 mit Menahem Stern statt Tcherikover)